# Blackjack

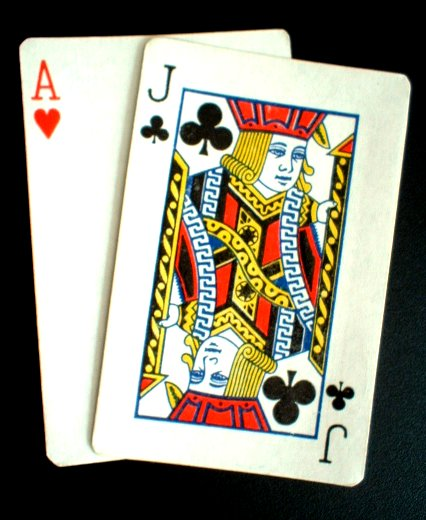
Blackjack!

Blackjack is een kaartspel dat vooral in casino's  wordt gespeeld. En dan om geld.

## Doel
Het doel van het spel is de bank (dealer) te verslaan. Hierbij moet men proberen dichter bij de 21 punten te komen dan de bank. Als de speler boven de 21 punten uitkomt heeft hij verloren, ongeacht wat de bank heeft.

## Puntentelling
Kaarten met afbeeldingen (boer, vrouw, heer) zijn 10 punten waard. De kaarten 2 - 10 hebben de waarde die zij aangeven. De aas is 1 of 11 punten waard (bepalend is welke waarde het dichtst de 21 benadert maar daar niet overheen gaat). Als de dealer evenveel heeft als de spelers is het een "stand-off" of "push" (gelijkspel).

## Spelverloop

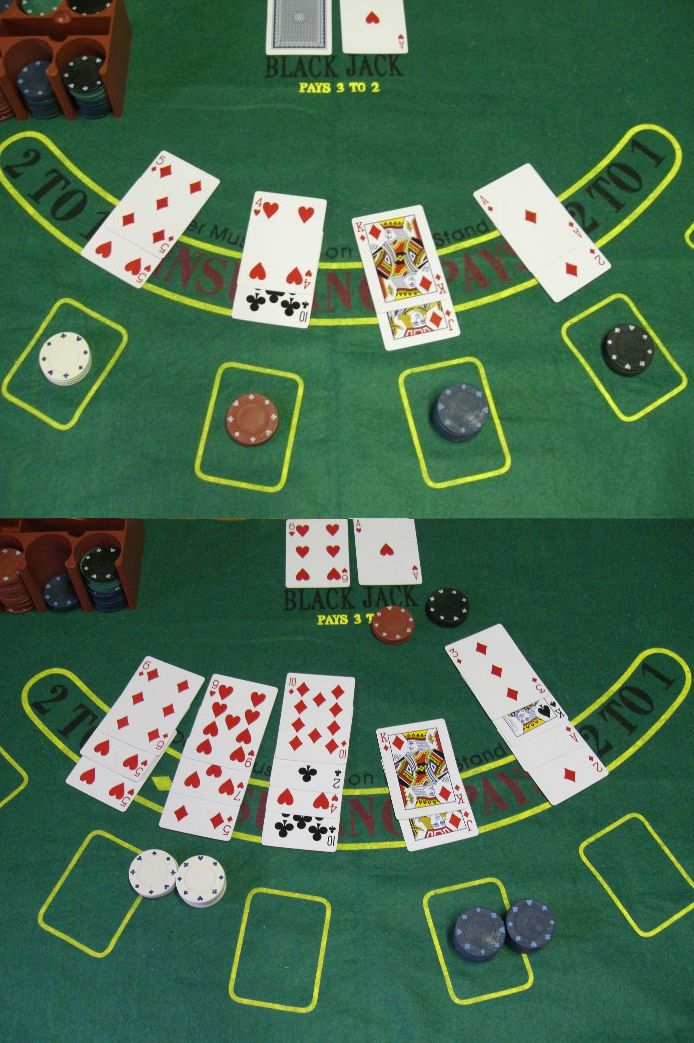
Casinotafel(kleed) tijdens een ronde blackjack.

Het spel wordt gespeeld met 1 tot 6 kaartspellen (dus 52 tot 312 kaarten) die door elkaar worden geschud. Bij Holland Casino gebruikt men 6 spellen, maar men kan het spel elders met minder kaarten aantreffen. In de Verenigde Staten vindt men blackjack met een tot zes kaartspellen. Over het algemeen geldt, hoe minder kaarten er worden gebruikt, des te gunstiger de kansen voor de speler (zie #Kaarten tellen). De kaarten worden opnieuw geschud wanneer 30 tot 50% van de beschikbare kaarten over is (in het geval van een handslof), aan het begin van een volgende spelronde of zoals tegenwoordig meestal het geval is in de schudmachine na elke speelronde.
Alle spelers spelen individueel tegen de bank (dealer). Het spel wordt vrijwel altijd met open kaarten gespeeld.
Nadat de spelers hun inzet hebben geplaatst, deelt de bank (dealer) met de klok mee aan iedere speler twee kaarten en zichzelf één kaart (in Amerika 2, waarvan 1 gesloten). Als een speler dan al 21 punten heeft met de eerste twee kaarten, dus een Aas met een 10, boer, vrouw of heer wordt dat een blackjack genoemd en wint de speler 1,5 keer zijn of haar inzet, tenzij de bank ook blackjack heeft, dan is het gelijkspel (stand-off)). De blackjack wordt meteen uitgekeerd als de dealer geen kans meer heeft zelf blackjack te krijgen (de open kaart van de bank is geen honneur). Kan de dealer zelf wel nog een blackjack krijgen, dan blijft de inzet staan, totdat de dealer de tweede kaart krijgt.
Als de speler geen blackjack heeft wordt er doorgespeeld. De spelers geven telkens aan of zij willen splitsen of verdubbelen, nog een kaart willen hebben, of willen passen. Als een speler hierbij meer dan 21 punten krijgt, heeft de speler verloren. Als alle spelers hebben gepast, deelt de croupier kaarten voor zichzelf. De croupier stopt op het moment dat hij 17 of meer punten heeft behaald. Hierbij geldt de Aas als 11, tenzij daarmee de 21 wordt overschreden. In sommige Amerikaanse casino's trekt de bank door als zij 7 of 17 heeft, dus op totalen als 6, A of 2, A, 4 of 3, A, A, 2 neemt de bank nog een of meer kaarten, waar Europese croupiers moeten passen (Dealer hits soft-17). Als de 17 is bereikt, worden de punten van de croupier met die van de speler vergeleken. Heeft de speler meer, dan wint de speler eenmaal de inzet (dus krijgt hij zijn inzet dubbel terug). Is de stand gelijk, dan behoudt de speler zijn inzet. Heeft de speler minder punten, dan verliest de speler de inzet aan de bank.
Afhankelijk van de spelsituatie kan een speler tijdens het spel de inzet verdubbelen, de kaarten splitsen of de inzet verzekeren.
Verdubbelen (double) Door te verdubbelen wordt de inzet verdubbeld en krijg de speler nog slechts één kaart van de dealer. In Europa is deze optie vaak alleen beschikbaar, indien met de in eerste instantie gedeelde twee kaarten een puntentotaal is gehaald van 9, 10 of 11. Double is ook mogelijk als er een dubbele score van 9/19 of 10/20 is. Maar omdat men een totaal van 9,10 of 11 moet hebben, telt een dubbel van A en 8, waarop een 2 valt, als 11, niet als 21. Deze laatste kaart wordt recht onder de eerste kaart gelegd of (in Amerika) 90 graden gedraaid ten opzichte van de eerste twee neergelegd. In Amerika en in een beperkt aantal Europese casino's (bv. Knokke le Zoute) is het vaak toegestaan iedere twee kaarten te dubbelen (double any two cards). Hier is het voordelig handen als A en 7 tegen een kleine kaart in de bank verdubbelen. En een dubbel van A en 8 met een 2 telt dan meestal (maar niet overal) wél als 21.
Splitsen (split) is mogelijk wanneer de eerste twee ontvangen kaarten van gelijke waarde of van gelijke rang zijn (sommige casino's staan het splitsen van paren als 10, boer of heer, boer of heer, vrouw wél toe en andere alleen 2 heren, 2 vrouwen, 2 boeren of 2 tienen). Na splitsen wordt eenzelfde inzet bij de tweede kaart geplaatst. Iedere afzonderlijke inzet hoort dan bij de afzonderlijke kaarten. De beide kaarten worden vanaf dan gespeeld als twee aparte spelen. Wanneer men twee azen splitst dan ontvangt men slechts 1 aanvullende kaart op elke aas. Als dit weer een aas is, mag men over het algemeen nogmaals splitsen, wil de speler dit niet, dan mag de speler niet nog een kaart nemen. Dit is erg vervelend, omdat men dan met 12 blijft zitten. Soms mag men meerdere kaarten op een gesplitste Aas kopen, op voorwaarde dat het aas als 11 geteld moet worden; A, 5, 6 geldt dan als 22 en men heeft dan dus verloren. Splitsen maakt het krijgen van blackjack overigens onmogelijk, een blackjack-combinatie telt hier gewoon voor 21 punten. Sommige casino's staan hersplitsen van een derde, vierde paar enzovoort toe, andere niet, of maar tot een bepaald aantal; meestal 4 handen. Meestal mag men na een splits ook dubbelen, maar sommige casino's staan dubbelen na splitsen niet toe, hetgeen onvoordelig is voor de speler.
Verzekeren (insurance) is mogelijk wanneer de eerste kaart van de dealer een Aas is. Insurance houdt in dat er een extra inzet wordt geplaatst op de insurance-lijn ter hoogte van de helft van de oorspronkelijke inzet. Wanneer de dealer dan blackjack heeft dan wordt je insurance-inzet 2x uitbetaald en compenseer je hiermee het verlies van je verloren inzet. Wanneer de dealer geen blackjack heeft dan gaat de insurance-inzet verloren. Als een speler blackjack heeft, en de bank heeft een Aas, dan wordt men in plaats van verzekering de mogelijkheid geboden 1 op 1 uitbetaling in plaats van 1,5 tegen één te accepteren, of door te spelen met het risico op een stand-off als de bank ook blackjack heeft (even money).
In veel Amerikaanse casino's is de hole-card regel van kracht. De croupier neemt een tweede dichte kaart en controleert als hij een 10, boer, vrouw, heer of aas open heeft liggen, of de bank blackjack heeft. Is dit het geval, dan is het spel beëindigd en hebben alle spelers, die niet eveneens een blackjack hebben verloren. Deze regel is gunstig voor de spelers, omdat zij minder risico lopen, wanneer zij tegen een 10 of aas in de bank willen dubbelen of splitsen. Soms neemt de bank geen tweede kaart, maar is de regel toch van kracht. Dat wil dan zeggen dat een speler alleen zijn oorspronkelijke inzet tegen een blackjack in de bank kan verliezen. Eventuele splits en dubbels worden dan met terugwerkende kracht ongedaan gemaakt.
Surrender (overgeven) is de mogelijkheid om als speler af te zien van het verder spelen van een bepaalde hand. Men verliest dan slechts de helft van zijn inzet. Dit is vooral gunstig bij totalen als 16 of 15 tegen een 9 of 10 in de bank. Er bestaan verschillende versies van surrender. Sommige casino´s staan surrender niet toe tegen een aas. Heeft de bank een aas, dan kan men niet opteren voor surrender: men kan zich immers verzekeren, zo redeneert het huis dan. Verder zijn er 2 variaties van deze regel: early en late surrender. Bij early surrender dient men te surrenderen vooraleer de eerste speler na de dealer een derde kaart neemt. Het voordeel is dat tegen een 10 of aas men kan opgeven ook als later blijkt dat de bank een blackjack heeft. Bij late surrender controleert de croupier eerst of hij een blackjack heeft, is dat het geval kan men niet surrenderen (indien de croupier geen tweede kaart neemt maar wel de hole card regel van kracht is, gebeurt dit achteraf). Vooral in België kan men surrenderen op het ogenblik dat men aan de beurt is, elders voordat de eerste speler aan de beurt is. Surrender treft men vooral aan in België en in Amerika. Early surrender komt in zijn zuivere vorm zelden voor, vaker in combinatie met het verbod op surrender tegen een aas. Het behoeft geen betoog dat early surrender (ook tegen een aas) gunstiger is voor de speler, dan early surrender (behalve tegen een aas) en dat late surrender de ongunstigste variant van deze regel, omdat men niet kan surrenderen tegen iedere blackjack van de bank. In de basisstrategie surrendert men vaker bij zuivere early surrender dan bij late surrender.

## Bonusregels
Sommige casino's bieden bonussen aan, zoals een extra uitkering op een bepaalde combinatie van 21. Een hand van 21 op 7, 7, 7 is daarvan de bekendste. In het 'low-limit' gedeelte van Holland Casino krijgt men, naast een uitkering van eenmaal de inzet, een glas champagne bij 3 zevens, voorwaarde is wel dat de speler zijn eerste paar zevens niet heeft gesplitst. Splitst men de zevens, waarna er een derde 7 op de eerste 7 valt en men niet besluit door te splitsen, waarna men dan een vierde 7 trekt, telt dat als ´gewoon´ 21 en vervalt het recht op de bonus. Heeft men in het Holland Casino de bonus 7-7-7, dan ontvangt men niet alleen direct eenmaal zijn inzet en een glas champagne, maar de originele inzet blijft staan tot het einde van de ronde en kan nogmaals winnen (als de bank zich dood koopt of 20 of minder heeft), blijven staan (de bank heeft 21) of verliezen (de bank heeft Blackjack). In het eerst geval wint men tweemaal zijn inzet en een glas champagne, in het tweede geval eenmaal de inzet en een glas champagne en in het laatste geval alleen het glas champagne, maar men heeft geen geld verloren, ondanks de Blackjack in de bank. Zeldzamer is een bonus op 6, 7, 8 in één kleur, bijvoorbeeld klaveren 6, klaveren 7, klaveren 8. In sommige Duitse casino's geldt een gesplitste 10 waar een Aas op valt als blackjack (andersom niet!). Hiermee wil men spelers verleiden tienen te splitsen, hoewel dit, ook met deze bonusregel in ogenschouw genomen, statistisch gezien niet voordeliger is voor de speler.
Een in België vaak aangeboden bonus bestaat erin de speler die ten opzichte van de bank een winnende hand heeft met 5, 6, 7 of meer kaarten meer uit te keren. Voor 5 kaarten betaalt men 1,5 keer de inzet, bij 6 kaarten 2 keer en bij 7 kaarten of meer zelfs 5 keer de inzet.
Eens te meer is dit een veel interessantere bonus dan het glaasje champagne (kostprijs 2 euro) Vooral de vijf kaart situatie en winnende hand komt vaak voor en zorgt bovendien voor extra spanning. Deze situaties doen zich het vaakst voor bij sterke kaarten van de bank (9, 10 en Aas) omdat het dan sowieso aangewezen is om een kaart te vragen bij een puntentotaal tussen 12 en 16.

## Strategie
De optimale strategie varieert met de verschillende regels, waarmee het spel wordt aangeboden. Voor alle variaties geldt echter dezelfde koopstrategie. Het beste koopt men tegen een 2 of 3 in de bank op 12 of minder en past men op 13. Tegen een 4, 5 en 6 past men al op 12. Tegen hogere kaarten moet men kopen op 16 en passen op 17. Voor "zachte" handen (handen met een Aas, waarbij men het Aas als 11 kan tellen, zonder de 21 te overschrijden) geldt, dat men altijd moet kopen met 7/17 (handen als A, 6) of minder. Ook koopt men op 8/18 (bijvoorbeeld 7,A) tegen een Aas, 10 of 9 (veel spelers vinden dit vreemd, maar het is statistisch echt beter). Tegen andere kaarten in de bank past men met 8/18.
Dubbelen: met 9 dubbelt men tegen een 3, 4, 5 of 6. Met 10 en 11 als men méér heeft dan de bank (De bank heeft 2 t/m 9, respectievelijk 2 t/m heer), ténzij de bank kans heeft blackjack te halen. In Amerika dubbelt men 11 tegen een 10 (hole card rule) en in Nederland en België nooit (daar waar het spel met slechts één spel kaarten wordt gespeeld, is het aan te raden 11 tegen een aas te dubbelen). De strategie voor splitsen is afhankelijk van andere regels; als het niet is toegestaan te dubbelen na een splits, wordt het splitsen onaantrekkelijker. In Amerika splitst men altijd azen en achten. Zonder hole-card rule wordt tegen een 10 wel een paar azen gesplitst, maar geen paar achten en splitst men tegen een Aas nooit.
Men kan narekenen dat het nemen van een verzekering of even money niet aantrekkelijk is. Het betaalt 1 tegen 2, terwijl er 9 niet-tienen op 4 tienen zijn. Daarmee is het voordeel van de bank op zulke inzetten {\displaystyle {\tfrac {1}{13}}}, ofwel meer dan 7%, terwijl spelers met het goed toepassen van de basisstrategie hun nadeel kunnen beperken tot ruim onder 1%.

## Kaarten tellen
Nadat er een spel is gespeeld, worden de kaarten meestal niet opnieuw geschud. In plaats daarvan gaat men verder met de resterende kaarten in de slof. Dit kan voor de speler een voordeel zijn: hij let goed op welke kaarten er al gebruikt zijn en weet welke kaarten er nog in de slof liggen. Zo'n speler wordt card counter genoemd. Bij sommige casino's wordt hij als valsspeler beschouwd.
Kaarten tellen werkt als volgt: de kaarten worden in groepen ingedeeld naar waarde, namelijk lage kaarten (2-6), neutrale kaarten (7-9) en hoge kaarten (10-Aas). Elke keer dat er een kaart wordt gelegd, kijk je of je de count aan moet passen. Bij een lage kaart doe je +1, bij een neutrale kaart niks en bij een hoge kaart doe je -1. Op deze manier kun je bijhouden hoe groot de kans is dat er een hoge of juist een lage kaart wordt getrokken (want je kunt onmogelijk alle getrokken kaarten onthouden). Dit systeem werd bedacht door Edward O. Thorp en uitgewerkt in zijn boek Beat the Dealer. 
Het is gunstig voor de speler als er veel kleintjes worden getrokken en weinig afbeeldingen (en er dus een hoge count is). Als er in de nog te spelen kaarten onevenredig veel hoge kaarten overblijven, stijgen de kansen van de spelers. De bank moet immers op totalen onder de 17 doortrekken, waarmee de kans dat de bank zich kapot (of: dood) koopt, stijgt.
Spelers mogen in dat geval passen.
Ook zullen spelers meer geluk hebben bij het dubbelen; de kans dat ze een 10 trekken voor een totaal van 19, 20 of 21 wordt groter. Ook de kans dat er blackjack valt wordt groter. En, hoewel de kans dat dit gebeurt gelijk is voor zowel de speler als de croupier, is dit toch gunstig voor de speler; die ontvangt immers anderhalfmaal de inzet als hij wint met een blackjack, terwijl hij niet nog een halve inzet aan de bank hoeft te betalen als de bank met blackjack wint.
Als er genoeg kleintjes uit zijn, kan het zelfs gebeuren dat het nadeel van de speler omslaat in een voordeel. Bij gemiddelde samenstelling mag men met een nadeel van 0,56% verwachten, dat van iedere € 1000,- inzet men € 1000,- - € 5,60 = € 994,40 terug krijgt. Als het aantal nog te spelen tienen stijgt en het aantal nog te spelen kleintjes daalt, daalt het nadeel naar 0 % en kan omslaan in een voordeel. In dat geval mag men verwachten méér terug te krijgen dan men heeft ingezet.
Kaartentellers kunnen met deze techniek deze situaties herkennen en zullen als die zich voordoen hoog inzetten. Ook kunnen spelers afwijken van de basisstrategie, als zij weten dat er veel tienen te spelen over zijn. Volgens de basisstrategie moet men kopen op 16 tegen een 10. Maar als er te weinig kleine kaarten over zijn en te veel tienen, dan stijgt de kans dat men zich kapotkoopt. Beter is het, in deze gevallen te passen en hopen dat de bank zich kapotkoopt. Een ander voorbeeld is het dubbelen van een 9 tegen een 2. Normaal doet men dat niet, maar kaartentellers kunnen in gunstige situaties weten, dat zij meer kans op een tien maken en toch dubbelen. De bank heeft met die extra tienen met een 2 juist meer kans zich kapot te kopen.
In het verleden zijn er wel groepen personen geweest die door middel van het tellen van kaarten winst konden maken met het spelen van blackjack. Tegenwoordig is dit niet meer mogelijk, doordat casino's blackjack met meer kaarten spelen, en vooral doordat deze niet geheel of bijna tot het einde uitgedeeld worden, maar opnieuw worden geschud met nog een groot aantal kaarten te gaan. Hierdoor wordt het voordeel van kaarttellen sterk verkleind, zodat ook kaarttellers een negatieve winstverwachting hebben.

### Voorbeeld
Stel dat er na een aantal ronden nog slechts vier kaarten over zijn om te delen, drie tienen en één aas. Als de speler alleen tegen de dealer speelt, kunnen er twee dingen gebeuren. De speler krijgt een blackjack en de dealer heeft 20, of de dealer heeft een blackjack en de speler heeft 20. Beide gevallen hebben een even grote kans om voor te komen. In de helft van de gevallen wint de speler dus 1,5 keer de inzet. In de andere gevallen verliest hij de inzet. Voor elke twee keer dat dit gebeurt, maakt de speler dus een winst ter grootte van de halve inzet, dus is het voordeel 25%.
Het voordeel is nog groter als de speler ook zijn speelstrategie aanpast. In de helft van de keren dat de dealer een blackjack heeft, heeft hij een aas open liggen. Hierdoor mag hij zich verzekeren. Omdat de speler weet dat de dealer als tweede kaart een tien heeft, wint deze verzekeringsinzet. De speler verliest nog steeds zijn originele inzet, maar netto speelt hij quitte.
Voor elke vier keer dat dit gebeurt, wint de speler dus twee keer 1,5 keer zijn inzet, één keer verliest hij zijn inzet en één keer speelt hij quitte. De speler maakt dus een totaal van 2 eenheden winst, over een totale inzet van 4 eenheden, dus het voordeel is 50%.